# Acrocerinae
Acrocerinae là một phân họ của họ Acroceridae. Phân họ này gồm các loài ruồi nhỏ đặc trưng, ấu trùng của chúng ký sinh trên các loài nhện

## Hệ thống phân loại
Các chi và loài trong phân họ Acrocerinae:
- Chi Acrocera Meigen, 1803

- Acrocera orbiculus  (Fabricius, 1787)

- Chi Ogcodes Latreille, 1796

- Ogcodes gibbosus (Linnaeus 1758)
- Ogcodes pallipes Latreille in Olivier, 1812

Danh sách này không đầy đủ, bạn cũng có thể giúp mở rộng danh sách.